# Bismarckturm (Bad Kissingen)
Der Bismarckturm auf dem Bad Kissinger Sinnberg wurde 1914 nach Plänen des Architekten Wilhelm Kreis vom heimischen Bismarckturmverein unter Vorsitz seines Gründers, des Apothekers Oscar Ihl, begonnen. Dieser Verein favorisierte Bismarck und das Kaisertum und stand in gewisser Konkurrenz zum Wittelsbacher-Verein, der Bayern auch nach der Reichsgründung als souveränes Königreich betrachtete und im Jahr 1907 den Wittelsbacher Turm errichtete.
Der Architekt des Turmes, Wilhelm Kreis, hatte bis dahin bereits verschiedene Bismarcktürme entworfen, allein nach seinem 1899 entstandenen Typenentwurf „Götterdämmerung“ wurden 47 Türme mit nur geringfügigen Abweichungen ausgeführt. Der Bad Kissinger Bismarckturm entstand aber nach einem neuen, individuellen Entwurf.
Der Beginn des Ersten Weltkriegs verhinderte den Abschluss der Bauarbeiten. Erst am 2. Dezember 1926 konnte, gefördert von der Bewegung für die Vollendung des Turmes unter Vorsitz von Kurgartendirektor Wolfgang Singer, das Richtfest gefeiert werden. Die äußere Fertigstellung dauerte, verzögert von der Weltwirtschaftskrise, bis zum Jahr 1930. Im Jahr 1934 entstand durch die Hand von Wolfgang Singer ein zum Turm führender Serpentinenweg.
Im Zweiten Weltkrieg diente der Turm zur Luftraumbeobachtung. Erst 1985 begann man mit dem Innenausbau. So konnte der Turm am 21. Juni 1986 für die Öffentlichkeit freigegeben werden. Es wurden eine Treppe, Toiletten und eine Aussichtsplattform eingebaut.